# Kuurne-Bruxelles-Kuurne 2008
La Kuurne-Bruxelles-Kuurne 2008, sessantaduesima edizione della corsa, valida come prova dell'UCI Europe Tour 2008, fu disputata il 2 marzo 2008 per un percorso di 193 km. Fu vinta dall'olandese Steven de Jongh, al traguardo in 4h27'03" alla media di 43,363 km/h.
Dei 194 ciclisti alla partenza di Kuurne furono 137 a portare a termine il percorso.

## Ordine d'arrivo (Top 10)
| Pos. | Corridore           | Squadra         | Tempo    |
| ---- | ------------------- | --------------- | -------- |
| 1    | Steven de Jongh     | QuickStep       | 4h27'03" |
| 2    | Sebastian Langeveld | Rabobank        | a 2"     |
| 3    | Matthew Goss        | CSC-Saxo Bank   | a 4"     |
| 4    | Tom Boonen          | QuickStep       | s.t.     |
| 5    | Enrico Franzoi      | Liquigas        | s.t.     |
| 6    | Borut Božič         | Cycle Colls.    | s.t.     |
| 7    | Bobbie Traksel      | P3 Transfer     | s.t.     |
| 8    | Karsten Kroon       | CSC-Saxo Bank   | s.t.     |
| 9    | Nicolas Jalabert    | Agritubel       | s.t.     |
| 10   | Frédéric Amorison   | Landbouwkrediet | s.t.     |